# Replika-Trick
Der Replika-Trick ist ein mathematischer Trick, der insbesondere in der Statistischen Mechanik bzw. Statistischen Physik dazu verwendet wird, Zustandssummen, oder genauer gesagt den Logarithmus der Zustandssumme und damit die Freie Energie zu berechnen, wenn die direkte Bestimmung deutlich schwieriger oder unmöglich ist. Er wurde in der statistischen Mechanik zuerst von Mark Kac genutzt und 1975 von Edwards und Anderson, Grinstein und Luther, sowie Emery im Zusammenhang mit dem sog. Spinglas-Problem unabhängig wiederentdeckt. Er basiert auf der mathematischen Identität
{\displaystyle \lim _{n\to 0}{{\overline {Z^{n}}}-1 \over n}={\overline {\ln Z}},}
wobei {\displaystyle Z} die Zustandssumme und {\displaystyle n} die Anzahl der identischen Systeme (Replikas) bezeichnet. {\displaystyle Z^{n}} ist dann die Zustandssumme der {\displaystyle n} Replikas, und es interessiert der Limes {\displaystyle n\to 0}. Der Strich bezeichnet den Mittelwert über die statistische Unordnung. Anhand der Gewichtung der Replikas unterscheidet man zwischen replika-symmetrischen Lösungen, bei denen alle Replikas eine symmetrische Rolle spielen, und Fällen, in denen Replika-Symmetrie-Brechung (RSB) auftritt.

## Anwendungen in der Spinglas-Theorie
Der Trick wird besonders in der Spinglas-Theorie verwendet, wobei sich besonders der Italiener Giorgio Parisi  durch eine grundlegende, in hierarchischer Weise die Replika-Symmetrie brechende mathematische Lösung hervorgetan hat.

## Mathematisches
Es existiert kein allgemeiner Satz über die mathematische Korrektheit der Methode, sodass man auf konkrete Vergleiche mit exakten Resultaten angewiesen ist, die auf komplizierterem Wege mit anderen Methoden gewonnen wurde. Wenn allerdings die Funktion {\displaystyle {\overline {\ln Z}}(z\in U)} von  der Punktmenge {\displaystyle G\ \equiv \{n=0,1,2,...,\infty \}} zu einer komplex-analytischen Funktion  erweitert werden kann, die in einer  den Punkt {\displaystyle \infty } einschließenden offenen Umgebung {\displaystyle U\ (\in \mathbb {C} )} von {\displaystyle G} definiert  ist, dann wird diese Funktion nach einem Satz der Funktionentheorie durch die Werte auf {\displaystyle G} vollständig bestimmt, weil die besagte Menge bei {\displaystyle n=\infty } einen Häufungspunkt hat. Auch alle Ableitungen bei {\displaystyle n=0} sind in diesem Fall vollständig bestimmt. Es geht hier sowohl das Verhalten  bei 0 und indirekt auch das Verhalten bei {\displaystyle \infty } ein.